# Coma Cose
Coma Cose este un duet italian de muzică pop format de Fausto Lama (pseudonimul cântărețului Fausto Zanardelli) și California (pseudonimul cântăreșei Francesca Mesiano).